# المتحف الوطني للعلوم الناشئة والابتكار

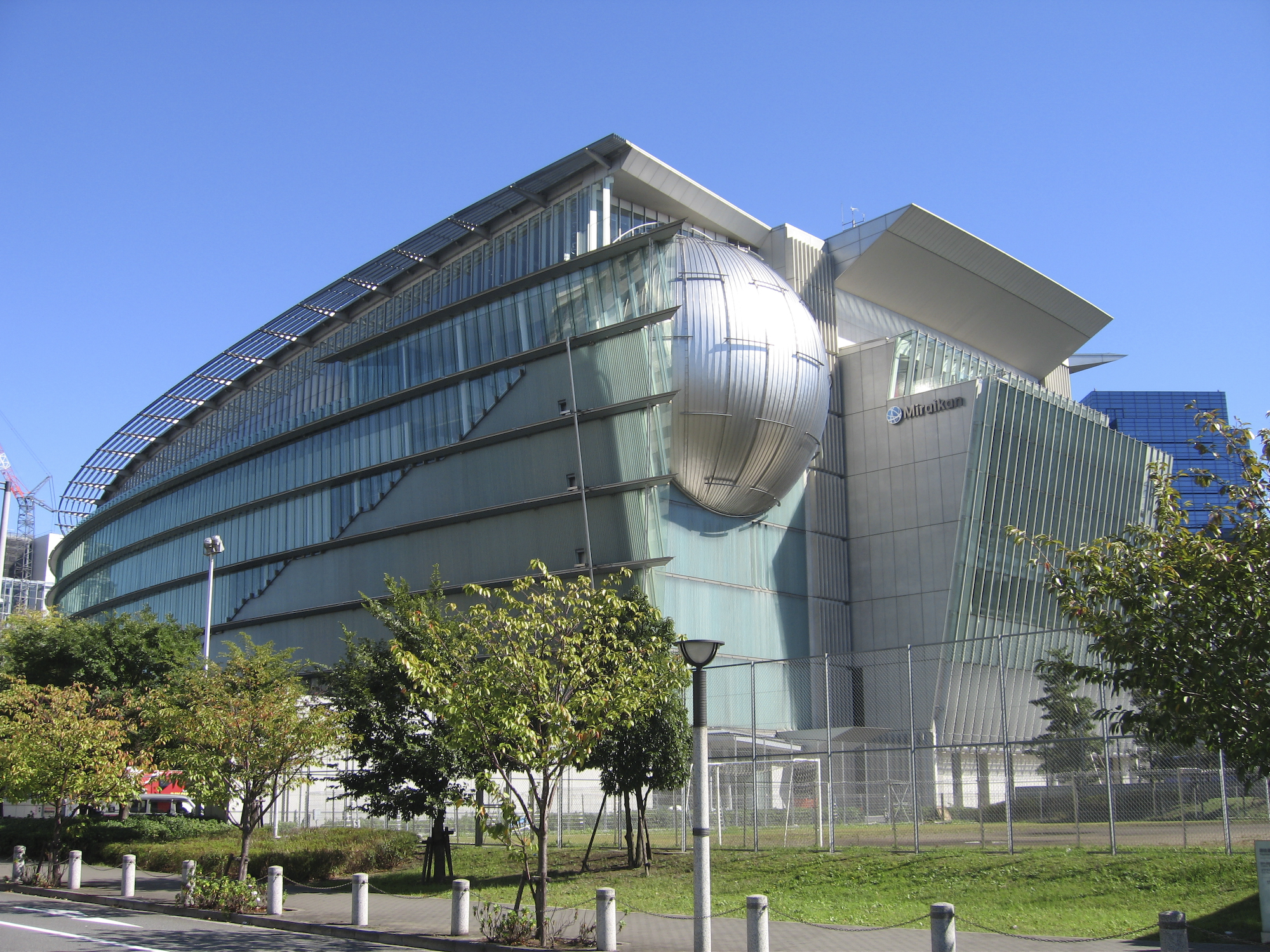
المتحف الوطني للعلوم الناشئة والابتكار.

المتحف الوطني للعلوم الناشئة والابتكار (بالإنجليزية: National Museum of Emerging Science and Innovation)‏، المعروف باسم (Miraikan (未来 馆، وهو متحف أنشأته وكالة العلوم والتكنولوجيا اليابانية والذي اُفتتح في عام 2001، يقع المتحف الوطني للعلوم الناشئة والابتكار في مبنى جديد بُني لهذا الغرض في منطقة أودايبا في طوكيو. ويشمل المتحف الوطني للعلوم الناشئة والابتكار بتخصصه في عرض بيانات المجموعة الضخمة من أجهزة قياس الزلازل في اليابان، في بعض الأحيان تظهر الزلازل، حيث إن اليابان تحتل المركز الأكبر من حركة الزلازل، ويمكن للزوار البحث في قاعدة البيانات لنشاط حركة الزلازل الأخيرة. يعرض المتحف لجغرافية الكون البارزة بقرب العالم ليعرض في الوقت الحقيقي من أنماط الطقس العالمية، درجات حرارة للمحيطات و الغطاء النباتي.